# Pseudoeuops clarus
Pseudoeuops clarus es una especie de coleóptero de la familia Attelabidae.

## Distribución geográfica
Habita en Taiwán.